# كاثرين كلارك (سياسية)
كاثرين مارليا كلارك (بالإنجليزية: Katherine Marlea Clark)‏ (مواليد 17 يوليو 1963) هي سياسية أمريكية عملت كممثلة للولايات المتحدة لمنطقة الكونغرس الخامسة في ماساتشوستس منذ عام 2013. تضم المنطقة العديد من الضواحي الشمالية والغربية لبوسطن، مثل ميدفورد وفرامنغهام وووبرن، ومدينة ميلروز مسقط رأس كلارك. وهي عضو في الحزب الديمقراطي. كانت عضوًا في مجلس النواب في ماساتشوستس من 2008 إلى 2011 وعضوًا في مجلس شيوخ ماساتشوستس من 2011 إلى 2013.
ولدت كلارك في ولاية كونيتيكت وعملت محامية في عدة ولايات قبل أن تنتقل إلى ماساتشوستس عام 1995 حيث عملت في حكومة الولاية. انضمت إلى لجنة مدرسة ميلروز في عام 2002، وأصبحت رئيسة اللجنة في عام 2005. انتخبت لأول مرة في المجلس التشريعي للولاية في عام 2008 وساهمت في التشريعات المتعلقة بالعدالة الجنائية والتعليم والمعاشات البلدية. فازت في الانتخابات الخاصة لعام 2013 لمجلس النواب الأمريكي خلفًا لإد ماركي في الدائرة الخامسة وعضوًا في لجنة التخصيصات في مجلس النواب. تعمل كمساعد رئيس مجلس النواب بالولايات المتحدة، وهو المنصب الرابع في قيادة مجلس النواب الديمقراطي بعد رئيس مجلس النواب.

## النشأة والوظيفة
ولدت كاثرين مارليا كلارك في 17 يوليو 1963 في نيو هيفن في كونيتيكت. التحقت بجامعة سانت لورانس، وكلية الحقوق في كورنيل، وكلية كينيدي بجامعة هارفارد. درست في ناغويا في اليابان عام 1983.
عملت في بداية حياتها المهنية محامية في شيكاغو، ثم انتقلت بعد ذلك إلى كولورادو حيث عملت كاتبة للقاضي الاتحادي ألفريد ألبرت أراج من محكمة مقاطعة الولايات المتحدة لمقاطعة كولورادو، وبعد ذلك عملت مدعية عاملة في مجلس محامي مقاطعة كولورادو. انتقلت إلى ماساتشوستس في عام 1995 وأصبحت مستشارة عامة لمكتب الولاية لخدمات رعاية الأطفال.